# Correction fraternelle
Dans le christianisme, la correction fraternelle est une démarche d'explication d'un chrétien vers son frère, dans le cas où celui-ci vient à pécher.
Cette démarche est décrite dans l'Évangile selon Matthieu, au chapitre 18, versets 15 à 18 :
« Si ton frère vient à pécher, va le trouver et reprends-le, seul à seul. S'il t'écoute, tu auras gagné ton frère.
S'il n'écoute pas, prends encore avec toi un ou deux autres, pour que toute affaire soit décidée sur la parole de deux ou trois témoins.
Que s'il refuse de les écouter, dis-le à la communauté. Et s'il refuse d'écouter même la communauté, qu'il soit pour toi comme le païen et le publicain.
En vérité je vous le dis : tout ce que vous lierez sur la terre sera tenu au ciel pour lié, et tout ce que vous délierez sur la terre sera tenu au ciel pour délié ».
La correction fraternelle se manifeste par une conversion. Elle constitue l'une des multiples formes de la pénitence dans la vie chrétienne, et peut s'inscrire dans le cadre du sacrement de pénitence et de réconciliation.
Une démarche de correction fraternelle peut être précédée d'une phase de prière, et doit préserver l'anonymat des personnes qui ont péché, pour que l'honneur soit sauf.
La correction fraternelle est souvent un devoir. Dieu explique ainsi au prophète Ézéchiel que ne pas avertir son frère qui pèche mortellement, c’est de facto être aussi coupable que lui (Ez 33, 7-9). Plus encore que la crainte pour son propre salut, ou même que le souci plus noble du bien commun, ce qui motive la correction fraternelle, c’est l’amour du frère. 
En 2011, le pape Benoît XVI rappelait l’importance de s’exercer à la « correction fraternelle », soulignant combien l’amour fraternel comporte « un sens des responsabilités réciproques ». 
Le pape François recommande de garder à l'esprit que « Si tu dois corriger un petit défaut chez l'autre, pense tout d'abord que tu en as personnellement de tellement plus gros. [...] Si tu n'es pas capable d'exercer la correction fraternelle avec amour, avec charité, dans la vérité et avec humilité, tu risques d'offenser, de détruire le cœur de cette personne, tu ne feras qu'ajouter un commérage qui blesse et tu deviendras un aveugle hypocrite, comme le dénonce Jésus. Il faut donc prendre notre prochain à part, avec douceur, avec amour et lui parler. Il faut également parler en vérité, ne pas dire des choses qui ne sont pas vraies ».
La démarche de correction fraternelle ne doit pas consister à juger ou à accuser, mais à aider.
Il ne faut pas se faire juge du comportement de son frère. En effet la parole du Christ résonne à notre conscience : « Ne jugez pas, afin de n'être pas jugés… Qu'as-tu à regarder la paille qui est dans l’œil de ton frère ? Et la poutre qui est dans ton œil à toi, tu ne la remarques pas ! Ou bien comment vas-tu dire à ton frère : Laisse-moi ôter la paille de ton œil, et voilà que la poutre est dans ton œil ! Hypocrite, ôte d'abord la poutre de ton œil, et alors tu verras clair pour ôter la paille de l’œil de ton frère » (Mt 7, 3-4). Et de nous dire : « Qui sommes-nous pour faire cette démarche ? ».